# Trichocera montium
Trichocera montium är en tvåvingeart som beskrevs av Jaroslav Stary 2002. Trichocera montium ingår i släktet Trichocera och familjen vintermyggor.
Artens utbredningsområde är Tjeckien. Inga underarter finns listade i Catalogue of Life.